# Bonino Mombrizio
Bonino Mombrizio (in latino Boninus Mombritius; Milano, 1424 – Milano, 1478  ca-.) è stato un umanista, scrittore e filologo italiano, fra i precursori della stampa a caratteri mobili in Italia. Molto stimato per erudizione e opere letterarie, ma anche per la sua devota vita religiosa, diede un notevole contributo all'agiografia con la sua collezione di registri dei martiri e vite dei santi, il Sanctuarium.

## Biografia
Nato in una famiglia nobile originaria della Romagna, seguì gli studi umanistici all'Università degli Studi di Ferrara, dove fu allievo di Guarino Veronese, e si laureò in utroque jure. Ritornò a Milano prima del 1458: la sua attività è documentata in quella città dal 1458 al 1478. Fu impiegato presso l'amministrazione finanziaria del duca, come contrascriptor ad trafigum salis e, successivamente, a partire dal 1470 circa, come uno dei cancellarii intratarum extraordinarium. Negli anni 1470, fu (a titolo personale) uno dei protagonisti dell'introduzione della stampa a caratteri mobili a Milano come socio dello stampatore Domenico Giliberti da Vespolate. Sembra anche che abbia contribuito all'istruzione pubblica, e che fu amico intimo di Pier Candido Decembrio, avendo corretto le bozze di alcune sue opere. Fu sposato ed ebbe quattro figli (secondo una lettera del 1472).
Realizzò, prima del 1465, una traduzione in versi latini della Grammaire grecque di Costantino Lascaris (dedicata a Ippolita Maria Sforza e la traduzione in latino di Teogonia di Esiodo (dedicata a Borso d'Este e stampata nel 1474 a Ferrara da André Belfort). Copiò su manoscritto alcuni testi antichi, come De architectura di Vitruvio e Descriptio orbis terræ di Avieno.
Come scrittore, fu autore di scritti di circostanza in onore della dinastia regnante, gli Sforza: in particolare degli epitalami in occasione delle nozze, nel 1451 di Secondo Sforza (1435-1491), e nel 1455 di Tristano (1429-1477), figli naturali del duca Francesco Sforza, fino a una threnodia (deplorazione) sull'assassinio del duca Galeazzo Maria Sforza avvenuto il 26 dicembre 1476. Tra le altre sue composizioni letterarie si possono citare: Momidos (sui vizi delle donne, testo dedicato alla duchessa Bona di Savoia); De varietate fortunæ (dedicato al duca Galeazzo Maria); la raccolta poetica Bucolica (dedicata allo stesso, e offerta su un manoscritto miniato, conservato a Coburgo). Da citare anche tre Vite di santi in versi (due agiografie in latino e una in italiano): una Vita Hieronymi in 1 080 esametri, dedicata all'inizio a papa Paolo II, e alla sua morte a Sisto IV; una Vita Ioannis Evangelistæ (dedicata a Giovanni Borromeo, cote d'Arona); e una Vita di Caterina d'Alessandria, poema in terzine ispirato a Dante Alighieri, unico testo letterario in italiano attribuito con certezza a Mombrizio (copiato su un codice riccamente miniato, attualmente al catalogo Ms. 10975 della Biblioteca reale di Bruxelles, dedicato ed omaggiato in origine alla duchessa Bianca Maria). Ma la sua opera più nota fu senza dubbio il poema De dominica passione in sei libri, dedicato a Sisto IV (stampato a Milano da Antonio Zarotto nel 1474).
Oltre alle sue opere date alle stampe, Bonino Mombrizio contribuì come filologo a diverse edizioni di incunaboli:
- Chronicon seu De temporibus, ovvero Chronicon di San Gerolamo, continuato fino al 1448 da san Prospero, poi fino al 1449 da Matteo Palmieri (stampato a Milano da Filippo da Lavagna intorno al 1474-1476) ;
- De mirabilibus mundi di Solino (dedicato ad Antonio Trivulzio, stampato a Milano da Giovanni Bono nel 1474) ;
- Summula logicæ di Paolo da Venezia (stampata a Milano da Christoph Valdafer il 14 dicembre 1474) ;
- Historiæ Augustæ scriptores (le Vite degli imperatori di Svetonio e dell'Historia Augusta; stampata a Milano da Filippo da Lavagna nel 1475) ;
- Tebaide di Publio Papinio Stazio (dedicata al segretario ducale Bartolomeo Calco, stampata a Milano, senza il nome dello stampatore, nel 1476/1477) ;
- Vocabularium di Papia (stampato a Milano da Domenico Giliberti il 12 dicembre 1476) ;
- De octo partibus orationis di Prisciano;
- Filocolo di Boccaccio (stampato a Milano da Domenico Giliberti il 14 giugno 1476) ;
- Sanctuarium seu Vitæ sanctorum, dedicato al potente segretario ducale Cicco Simonetta, stampato a Milano in data sconosciuta, anteriore al 14 settembre 1478 (l'opera fu riedita nel 1910 dai Benedettini dell'Abbazia di Solesmes)[9].

Il Sanctuarium è una collezione di registri dei martiri e vite dei santi in due grandi volumi in folio organizzata in ordine alfabetico in base al nome. Delle 334 biografie in essa contenute, più della metà (185) si ritrovano nel Liber notitiæ sanctorum Mediolani del presbitero e agiografo Goffredo da Bussero (fine del XIII secolo). Più di 300 riguardano santi dei primi secoli del cristianesimo, e vi sono 56 vite di santi dovute ad altri autori (la Vie de saint Antoine d'Atanasio di Alessandria, la Vie de saint Martin de Sulpicio Severo ed altri). Il Sanctuarium è stato la prima grande raccolta agiografica stampata, avendo preceduto quelle di Luigi Lippomano e Lorenzo Surio, che apparvero nel XVI secolo.

## Edizioni moderne
- (FR)  Albin Brunet et Henri Quentin (éds.), Boninus Mombritius. Sanctuarium seu Vitæ sanctorum [Novam hanc editionem curaverunt duo monachi Solesmenses], Paris, Albert Fontemoing, 1910 (2 volumes grand in-8) ; réimpr. Hildesheim, Georg Olms, 1978.
- (FR)  Alphonse Bayot, Pierre Groult (éds.), Bonino Mombrizio. La légende de sainte Catherine d'Alexandrie, poème italien du XV siecle, publié pour la première fois d'après le manuscrit unique de la Bibliothèque royale de Belgique, Gembloux, J. Duculot, 1943.
- Alessandro Giuseppe Spinelli (a cura di), « Carme in morte di Cicco Simonetta », in Archivio storico lombardo XII, 1885, pp. 514-527 (attribution incertaine).
- Antonio Di Giovanni (a cura di), Una ignota opera sulla peste del medico umanista Bonino Mombrizio (secolo XV), Gênes, 1963.